# Mackprang
Mackprang  war ein 1878 gegründetes Unternehmen, das im Bereich Agrarrohstoffhandel tätig war.

## Geschichte
Im November 1878 wurde in Flensburg die Getreidehandelsgesellschaft C.Mackprang jr. gegründet. Schwerpunkt war der Seehandel im deutsch-dänischen Ostseeraum. Daneben wurde auch amerikanisches Getreide importiert. Im Jahr 1921 wurde der Firmensitz nach Hamburg verlegt. Damals war der Import russischer Gerste ein wichtiges Standbein. Im Jahr 1935 wurde ein Kraftfutterwerk erworben. Zwischen 1984 und dem Jahr 2000 wurden mit der Süderelbe Logistik GmbH, der CM Eurologistik GmbH und der UNISPED Logistik GmbH verschiedene Logistikdienstleister erworben. Diese wurden im Jahr 2012 verkauft.
Über eine Holding war Mackprang im Bereich Automobilkomponenten aktiv. Im Jahr 1963 wurden erste Anteile der Schlemmer GmbH in München erworben; 1979 wurde sie zu 100 % übernommen. 2012 wurde die Hannover Finanz Mehrheitsgesellschafter der Holding. 2016 wurde die Schlemmer Group vom Investor 3i Group P übernommen.
Im März 2018 meldete Mackprang Insolvenz an. Das Unternehmen wurde liquidiert und am 7. November 2018 aus dem Handelsregister gelöscht.